# Shaft (компания)
Shaft (яп. 株式会社シャフト кабусикигайся сяфуто) — японская аниме-студия, основанная Хироси Вакао 1 сентября 1975 года. Больше всего известна уникальным визуальным стилем Акиюки Симбо, представленным в таких сериалах, как «Прощайте, горе-учитель», Mahou Shoujo Madoka Magica и «Истории монстров».

## История
Студия Shaft была основана 1 сентября 1975 года Хироси Вакао, бывшим аниматором Mushi Production. Изначально студия создавалась для раскрашивания анимации, но позже начала работать над её производством. После ухода Хироси Вакао в 2004-м, Кубота Мицутоси стал директором компании.

## Характеристики
С 2004 года Акиюки Симбо, Тацуя Оиси и Син Онума принимали участие в большинстве работ Shaft, начиная с Tsukuyomi: Moon Phase. С тех пор студия разработала особый визуальный стиль, характеризующийся яркими цветовыми палитрами, крупным планом и угловыми снимками, абстрактным дизайном фона, быстрой сменой кадров, изменениями стиля, включением реальных фотографий и позой с наклоном головы. Кубота называет этот стиль «домашним» и считает своей стратегией для поддержания сплоченности команды в самых разных проектах.

## Работы

### Аниме
- Mori no Tonto Tachi (ТВ, 1984)
- What`s Michael? (ТВ, 1988)
- Juuni Senshi Bakuretsu Eto Ranger (ТВ, 1995)
- Sakura Tsuushin (ТВ, 1997)
- Dotto Koni-chan (ТВ, 2000)
- Mahoromatic (совместно с Gainax)
  - Mahoromatic: Automatic Maiden (ТВ, 2001)
  - Mahoromatic: Something More Beautiful (ТВ, 2002)
  - Mahoromatic: Summer (OVA, 2003)
  - Mahoromatic: I’m Home (OVA, 2009)
- Arcade Gamer Fubuki (OVA, 2002)
- G-On Riders (ТВ, 2002, совместно с TNK)
- Popotan (ТВ, 2003)
- Kono Minikuku mo Utsukushii Sekai (ТВ, 2004, совместно с Gainax)
- Tsukuyomi ~Moon Phase~ (ТВ, 2004)
- Kore ga Watashi no Goshujin-sama (ТВ, 2005, совместно с Gainax)
- Pani Poni Dash! (ТВ, 2005)
- Rec (ТВ, 2006)
- Negima!? (ТВ, 2006)
  - Negima!? Haru Special!? (OVA, 2006)
  - Negima!? Natsu Special!? (OVA, 2006)
  - Mahou Sensei Negima! Shiroki Tsubasa Ala Alba (OVA, 2008)
  - Mahou Sensei Negima! Mou Hitotsu no Sekai (OVA, 2009)
  - Mahou Sensei Negima! Anime Final Gekijouban (Фильм, 2011)
- Hidamari Sketch (ТВ, 2007)
  - Hidamari Sketch ×365 (ТВ, 2008)
  - Hidamari Sketch ×365 Special (OVA, 2009)
  - Hidamari Sketch ×☆☆☆ (ТВ, 2010)
  - Hidamari Sketch x Honeycomb (ТВ, 2012)
  - Hidamari Sketch: Sae Hiro Sotsugyou Hen (OVA, 2013)
- Kino no Tabi: Byouki no Kuni -For You- (Фильм, 2007)
- Sayonara Zetsubou Sensei (ТВ, 2007)
  - Zoku Sayonara Zetsubou Sensei (ТВ, 2008)
  - Goku Sayonara Zetsubou Sensei (OVA, 2008)
  - Zan Sayonara Zetsubou Sensei (ТВ, 2009)
  - Zan Sayonara Zetsubou Sensei Bangaichi (OVA, 2009)
- Ef: A Tale of Memories (ТВ, 2007)
  - Ef: A Tale of Melodies (ТВ, 2008)
- Maria Holic (ТВ, 2009)
  - Maria Holic: Alive (ТВ, 2011)
- Natsu no Arashi! (ТВ, 2009)
  - Natsu no Arashi! Akinai chū (ТВ, 2009)
- Bakemonogatari (ТВ, 2009)
  - Nisemonogatari (ТВ, 2012)
  - Nekomonogatari (Kuro) (ТВ, 2012)
  - Monogatari Series: Second Season (ТВ, 2013)
  - Hanamonogatari (ТВ, 2014)
  - Tsukimonogatari (ТВ, 2014)
  - Owarimonogatari (ТВ, 2015)
  - Owarimonogatari 2 (ТВ, 2017)
  - Kizumonogatari I (Фильм, 2016)
  - Koyomimonogatari (ONA, 2016)
  - Kizumonogatari II (Фильм, 2016)
  - Kizumonogatari III (Фильм, 2017)
  - Zoku Owarimonogatari (Фильм, 2018 / ТВ, 2019)
- Dance in the Vampire Bund (ТВ, 2010)
- Arakawa Under the Bridge (ТВ, 2010)
  - Arakawa Under the Bridge x Bridge (ТВ, 2010)
- Soredemo Machi wa Mawatteiru (ТВ, 2010)
- Mahou Shoujo Madoka Magica (ТВ, 2011)
  - Mahou Shoujo Madoka Magica:Beginnings (Фильм, 2012)
  - Mahou Shoujo Madoka Magica:Eternal (Фильм, 2012)
  - Mahou Shoujo Madoka Magica:Rebellion (Фильм, 2013)
  - Magia Record: Mahou Shoujo Madoka☆Magica Gaiden (ТВ, 2020)
  - Magia Record: Mahou Shoujo Madoka☆Magica Gaiden - Kakusei Zenya (ТВ, 2021)
  - Magia Record: Mahou Shoujo Madoka☆Magica Gaiden - Asaki Yume no Akatsuki (ТВ, 2022)
  - Mahou Shoujo Madoka Magica:Walpurgisnacht: Rising (Фильм, TBA)
- Denpa Onna to Seishun Otoko (ТВ, 2011)
- Katte ni Kaizou (OVA, 2011)
- Sasami-san@Ganbaranai (ТВ, 2013)
- Nisekoi (ТВ, 2014)
  - Nisekoi: (ТВ, 2015)
  - Nisekoi: 2 (ТВ, 2016)
- Mekakucity Actors (ТВ, 2014)
- Magical Suite Prism Nana (OVA, 2015)
- Koufuku Graffiti (ТВ, 2015)
- Kubikiri Cycle: Aoiro Savant to Zaregotozukai (OVA, 2016)
- Sangatsu no Lion (ТВ, 2016)
  - Sangatsu no Lion 2 (ТВ, 2017)
- Uchiage Hanabi, Shita kara Miru ka? Yoko kara Miru ka? (Фильм, 2017)
- Fate/Extra Last Encore (ТВ, 2018)
- Assault Lily Bouquet (ТВ, 2020)
  - Assault Lily: Fruits (ТВ, 2021)
- Bishounen Tanteidan (ТВ, 2021)
- Renmei Kuugun Koukuu Mahou Ongakutai Luminous Witches (ТВ, 2022)
- RWBY: Ice Queendom (ТВ, 2022)
- Eiga Go-Tōbun no Hanayome (фильм,2023)

### Другие работы
- Shina Dark (музыкальный клип, 2008)